# ビューティフル・フューチャー
『ビューティフル・フューチャー』（Beautiful Future）は、イギリスのロック・バンド、プライマル・スクリームが2008年に発表した9作目のスタジオ・アルバム。

## 背景
ビヨーン・イットリングがプロデュースした「アップタウン」、「ザ・グローリー・オブ・ラヴ」、「スーサイド・ボム」、「ビューティフル・サマー」、「ネクロ・ヘックス・ブルース」の5曲は、スウェーデンのストックホルムで録音された。このスウェーデン録音では、ABBAが「ダンシング・クイーン」で使用したピアノが演奏されたのに加えて、「アップタウン」と「ザ・グローリー・オブ・ラヴ」では、ABBAの「SOS」、「マネー、マネー、マネー」で使用された物と同じマリンバが演奏された。
「オーヴァー&オーヴァー」は、フリートウッド・マックがアルバム『牙 (タスク)』（1979年）で発表した曲のカヴァーで、フォークロック歌手のリンダ・トンプソンがゲスト・ボーカリストとして参加した。日本盤ボーナス・トラック「アーバン・ゲリラ」はホークウインドのカヴァーで、本作のリリースに先行して、バンドの特設ウェブサイトで無料配信が開始された。
リトル・バーリーのバーリー・カドガンが、「キャント・ゴー・バック」、「ゾンビー・マン」、「オーヴァー&オーヴァー」、「アーバン・ゲリラ」にギターで参加した。また、「アイ・ラヴ・トゥ・ハート（ユー・ラヴ・トゥ・ビー・ハート）」にはCSSのラヴフォックスがゲスト参加した。
ボビー・ギレスピーは『NME』誌において、本作の音楽性を「砂糖でコーティングした銃弾」と説明している。

## 反響・評価
本作からの先行シングル「キャント・ゴー・バック」は全英シングルチャートで48位を記録し、本作は全英アルバムチャートで9位に達して、自身7作目の全英トップ10アルバムとなった。
Stephen Thomas Erlewineはオールミュージックにおいて5点満点中2.5点を付け「プライマル・スクリームが新世紀に入ってから発表した多くの作品と異なり、『ビューティフル・フューチャー』の最良の瞬間はノイジーでも実験的でもなく、予想外のポップ性だ」と評している。一方、Hamish MacBainは『NME』において10点満点中8点を付け「音楽的に言えば、『ビューティフル・フューチャー』は、いつも通り抜け目なく選ばれたプロデューサー達と共に作られた、公言通りのポップなレコードである。『XTRMNTR』のエレクトロニックな爆発への回帰を望んでいる多くのファンを喜ばせるレコードではないが、そんなことは問題でない」と評している。なお、「ゾンビー・マン」に関しては、しばしばリンゴ・スターの曲「バック・オフ・ブーガルー」との類似が指摘されてきた。

## 収録曲
| 全作詞・作曲: 特記なき楽曲はプライマル・スクリームによる。 | |                                            |                                            |      |
| #                                                          | タイトル | 作詞                                       | 作曲・編曲                                 | 時間 |
| 1.                                                         | 「ビューティフル・フューチャー - Beautiful Future」                                                                             | 特記なき楽曲はプライマル・スクリームによる | 特記なき楽曲はプライマル・スクリームによる | 5:09 |
| 2.                                                         | 「キャント・ゴー・バック - Can't Go Back」                                                                                      | 特記なき楽曲はプライマル・スクリームによる | 特記なき楽曲はプライマル・スクリームによる | 3:44 |
| 3.                                                         | 「アップタウン - Uptown」 | 特記なき楽曲はプライマル・スクリームによる | 特記なき楽曲はプライマル・スクリームによる | 4:50 |
| 4.                                                         | 「ザ・グローリー・オブ・ラヴ - The Glory of Love」                                                                              | 特記なき楽曲はプライマル・スクリームによる | 特記なき楽曲はプライマル・スクリームによる | 3:11 |
| 5.                                                         | 「スーサイド・ボム - Suicide Bomb」                                                                                             | 特記なき楽曲はプライマル・スクリームによる | 特記なき楽曲はプライマル・スクリームによる | 5:51 |
| 6.                                                         | 「ゾンビー・マン - Zombie Man」                                                                                                 | 特記なき楽曲はプライマル・スクリームによる | 特記なき楽曲はプライマル・スクリームによる | 3:37 |
| 7.                                                         | 「ビューティフル・サマー - Beautiful Summer」                                                                                   | 特記なき楽曲はプライマル・スクリームによる | 特記なき楽曲はプライマル・スクリームによる | 4:43 |
| 8.                                                         | 「アイ・ラヴ・トゥ・ハート（ユー・ラヴ・トゥ・ビー・ハート） - I Love to Hurt (You Love to Be Hurt)」(Primal Scream, Lovefoxxx) | 特記なき楽曲はプライマル・スクリームによる | 特記なき楽曲はプライマル・スクリームによる | 4:32 |
| 9.                                                         | 「オーヴァー&オーヴァー - Over & Over」(Christine McVie)                                                                        | 特記なき楽曲はプライマル・スクリームによる | 特記なき楽曲はプライマル・スクリームによる | 4:33 |
| 10.                                                        | 「ネクロ・ヘックス・ブルース - Necro Hex Blues」(Primal Scream, Josh Homme)                                                     | 特記なき楽曲はプライマル・スクリームによる | 特記なき楽曲はプライマル・スクリームによる | 3:34 |
| 11.                                                        | 「ザ・グローリー・オブ・ラヴ（シングル・ヴァージョン） - The Glory of Love (Single Version)」                                   | 特記なき楽曲はプライマル・スクリームによる | 特記なき楽曲はプライマル・スクリームによる | 3:14 |

| #   | タイトル                                                           | 作詞 | 作曲・編曲 | 時間 |
| --- | ------------------------------------------------------------------ | ---- | ---------- | ---- |
| 12. | 「アーバン・ゲリラ - Urban Guerrilla」(Dave Brock, Robert Calvert) |      |            | 3:26 |
| 13. | 「タイム・オブ・ザ・アサシンズ - Time of the Assassins」           |      |            | 3:36 |

## 参加ミュージシャン
- ボビー・ギレスピー - ボーカル
- アンドリュー・イネス - ギター、シンセサイザー
- マーティン・ダフィ - キーボード
- ゲイリー・モンフィールド - ベース
- ダリン・ムーニー - ドラムス、パーカッション

アディショナル・ミュージシャン
- ヴィクトリア・バーグスマン - ボーカル(on #3, #4, #7)
- リッキ・リー - ボーカル(on #3, #4)
- エレカリ・ラーソン - ボーカル(on #3)
- マリア・アンダーソン - ボーカル(on #4)
- ジュリエット・ロバーツ - ボーカル(on #6)
- ラヴフォックス - ボーカル(on #8)
- リンダ・トンプソン - ボーカル(on #9)
- バーリー・カドガン - ギター(on #2, #6, #9, #12)、スライドギター(on #9)
- ジョシュ・オム - ギター(on #10)
- ビヨーン・イットリング - キーボード(#4)
- Erik Arvinder - ヴァイオリン(on #3, #4, #7)
- Andreas Forsman - ヴァイオリン(on #3, #4, #7)
- Christopher Öhman - ヴィオラ(on #3, #4, #7)
- Emma Lindhamre - チェロ(on #3, #4, #7, #9)